# Anastasiya Metiólkina
Anastasiya Metiólkina (en ruso: Анастасия Метёлкина, en georgiano: ანასტასია მეტელკინა; Vladímir, 10 de marzo de 2005) es una deportista rusa que compite por Georgia en patinaje artístico, en la modalidad de parejas. Ganó dos medallas en el Campeonato Europeo de Patinaje Artístico sobre Hielo, en los años 2024 y 2025.

## Palmarés internacional
| Campeonato Europeo | Campeonato Europeo | Campeonato Europeo | Campeonato Europeo |
| Año                | Lugar              | Medalla            | Categoría          |
| ------------------ | ------------------ | ------------------ | ------------------ |
| 2024               | Kaunas (Lituania)  | Medalla de plata   | Parejas            |
| 2025               | Tallin (Estonia)   | Medalla de bronce  | Parejas            |